# Jimmy Wang Yang
James Carson Yun (né le 13 mai 1981 à Hollywood) est un catcheur américain mieux connu sous le nom de Akio ou Jimmy Wang Yang. Il est principalement connu pour son travail à la World Championship Wrestling (WCW) de 2000 à 2001 puis à la World Wrestling Entertainment (WWE) de 2003 à 2005 puis de 2006 à 2010.
Il est formé au WCW Power Plant et il fait ses débuts à la WCW en 2000. Rapidement, il forme le trio Jung Dragons avec Jamie-San et Kaz Hayashi. Il reste à la WCW jusqu'en 2001 où son contrat est racheté par la World Wrestling Federation qui ne l'utilise pas et le laisse partir à la fin de son contrat début 2002.

## Jeunesse
James Carson Yun est le fils d'un coréen et d'une américaine. Il a trois sœurs et un frère. Il grandit à Austell en Géorgie. Il fait partie de l'équipe de lutte de son lycée pendant un an. 

## Carrière

### World Championship Wrestling (1999-2001)
À la fin des années 1990, James Yun commence à s'entraîner pour devenir catcheur dans une petite fédération de catch de Géorgie avec un ami. À la même époque, la World Championship Wrestling (WCW) demande à Chris Kanyon de détecter des futurs catcheur. Yun rencontre Kanyon qui le recommande à la WCW. Il signe un contrat avec la WCW et rejoint le WCW Power Plant. Il prend le nom de ring de Yang et il est un des membres du trio Jung Dragons avec Jamie-San et Kaz Hayashi. Ils deviennent les rivaux de 3 Count, un autre clan de la WCW composé aussi de catcheurs de la catégorie des poids lourd-légers. Les deux factions s'affrontent à plusieurs reprises. L'un des combats les plus marquants de cette rivalité est le match de l'échelle le 13 août 2000 au cours de New Blood Rising qui se conclut sur la victoire de 3 Count. Le 1er novembre, Yang et Hayshi démaquent Jamie-San et l'excluent du groupe.
L'exclusion de Jamie-San créé une rivalité entre les Jung Dragons, 3 Count ainsi qu'avec Evan Karagias et Jamie Knoble,. Le point d'orgue de cette rivalité opposant ces trois équipes a lieu le 17 décembre à Starrcade où 3 Count remporte un match de l'échelle pour désigner les challengers pour le championnat du Monde des poids lourds-légers de la WCW.
En 2001, la WCW créé le championnat du Monde par équipes des poids lourd-légers. Les Jung Dragons participent au tournoi pour désigner les premiers champions et ils éliminent Kwee Wee (en) et Mike Sanders le 28 février avant de se faire sortir par Elix Skipper et Kid Romeo (en) le 12 mars,. Deux semaines plus tard durant le dernier épisode de Monday Nitro, les Jung Dragons perdent un match à trois équipes pour désigner les challengers pour le championnat du monde par équipes des poids lourds-légers face à 3 Count ainsi que Rey Mysterio et Billy Kidman remporté par ces derniers.

### Passage à laWorld Wrestling Federation(2001-2002)
En mars 2001, avec le rachat de la World Championship Wrestling par la World Wrestling Federation (WWF) ; la WWF récupère le contrat de Yun. La WWF l'envoie dans l'Ohio à la Heartland Wrestling Association, la fédération club-école de la WWF à l'époque, et il y reste jusqu'à la fin de son contrat début 2002.

### All Japan Pro Wrestling(2002-2003)
Entre 2002 et 2003, James Yun va régulièrement travailler au Japon à la All Japan Pro Wrestling sous le nom de Jimmy Yang. Il y retrouve Kaz Hayashi avec qui il remporte le tournoi Real World Jr. Tag League en septembre 2002 en battant Kendo Kashin et Robbie Brookside (en) en finale le 22 septembre.

### Total Nonstop Action Wrestling (2002)
À la Total Nonstop Action Wrestling, il formait l'équipe des Flying Elvis's aux côtés de Sonny Siaki et Jorge Estrada. Ils ont tous les trois notamment participé au premier match diffusé en PPV de la TNA le 19 juin 2002, match qu'ils ont gagné alors qu'ils étaient face à une équipe formée d'AJ Styles, Jerry Lynn et Low Ki. C'est notamment Yang qui a remporté le match pour son équipe à la suite d'un Yang-Time sur AJ Styles.
À la suite de ce match, il ne cessa de perdre en solo jusqu'à ce qu'il feud face à un de ses désormais ancien équipier, Sonny Siaki. Il perdit alors contre ce dernier dans un 2/3 Fall avant que celui-ci ne se fasse « renvoyer » des Flying Elvis's par Jorge Estrada. À la suite de cela, Yang et Estrada ont eu une très courte feud face aux SAT (Jose & Joel Maximo). Yang quitta ensuite la TNA en mauvais termes, tout comme Estrada. Siaki, quant à lui, rejoignant la stable Sport Entertainement Xtreme (S.E.X.) de Vince Russo.

### World Wrestling Entertainment (2003-2005)
En mai 2006, James Yun fait son retour à la WWE avec la gimmick d'Akio dans un match d'essai en tant que jobber contre Charlie Haas, il signe donc à la WWE.
Le 25 août 2006, James Yun adopte une nouvelle gimmick : celle d'un cowboy texan sous le nom de « Jimmy Wang Yang ».

### Retour à la WWE (2006-2010)
Il fait ses débuts à SmackDown en feudant contre Sylvain Grenier.
En décembre 2006, James Yun devient le challenger numéro 1 pour le WWE Cruiserweight Championship contre Gregory Helms. À Armageddon 2006, Yang perd l'occasion de devenir champion.
Le 18 février 2007, il participe à un cruiserweight open (match pour le WWE Cruiserweight Championship, ouvert à tous les catcheurs de la WWE pesant moins de 100 kg). Le match est remporté par Chavo Guerrero qui fit son apparition seulement en fin de match.
S'ensuit une longue feud entre les deux catcheurs, mais James Yun ne parviendra jamais à lui reprendre le titre.

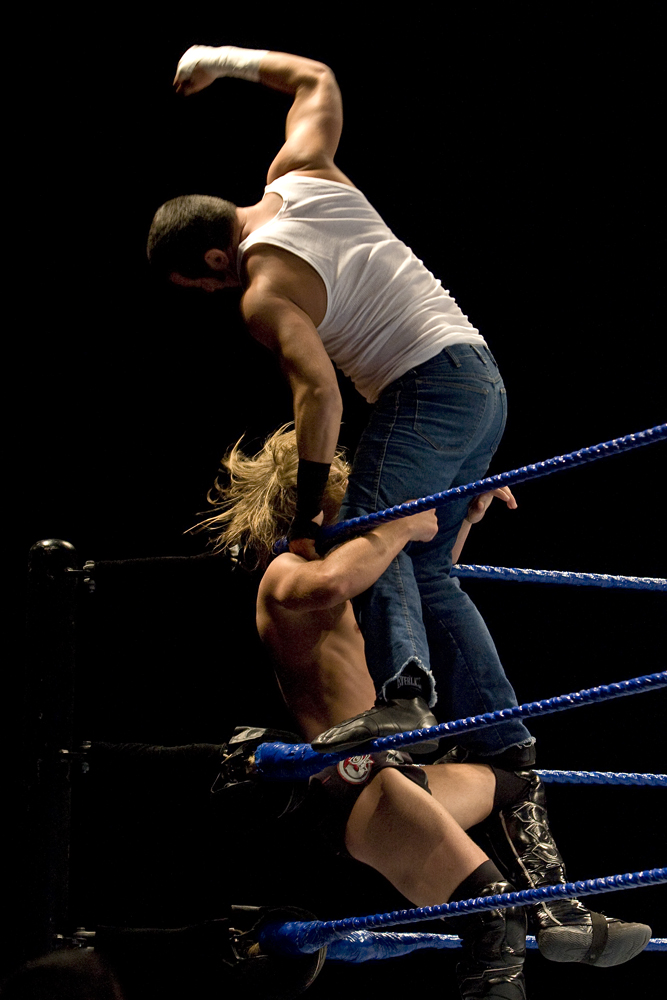
Jimmy Wang Yang contre Brian Kendrick en 2008.

À partir du mois d'octobre, on commence à voir James Yun faire équipe avec Shannon Moore.
Ils obtiennent même une occasion de devenir WWE Tag Team Championship au début de l'année 2008 contre le The Miz et John Morrison mais ils perdent le match.
Le 9 juin 2008, James Yun est suspendu pour un mois pour non-respect du Welness program.
Le 18 juillet 2008, James Yun fait son retour contre Brian Kendrick qui aborde alors pour l'occasion une nouvelle gimmick.
Le 25 juillet 2008, il perd face au champion des États-Unis Shelton Benjamin. Il perd également contre The Great Khali à Saturday Night's Main Event.
Il fait face à Brian Kendrick le 31 octobre 2008 à SmackDown et gagne ce match par disqualification grâce à l'intervention du tombé d'Ezekiel Jackson, mais il se fera détruire par la suite.
Le 30 janvier 2009 à SmackDown, il perde face à Umaga qui effectua son retour. Maintenant, il sert en tant que jobber.
Le 6 novembre 2009, il a eu un match contre Drew McIntyre à SmackDown. Ce dernier l'attaqua comme à son habitude avant que le match ne commence, puis quitta l'arène en croyant que Jimmy Wang Yang était K.O. Jimmy Wang Yang demanda à l'arbitre de sonner la cloche. Drew McIntyre, frustré et énervé, revint et le battu grâce à son Double Arm DDT.
Jimmy Wang Yang a également combattu à plusieurs reprises avec son coéquipier Slam Master J et remportent une victoire contre Mike Knox et Charlie Haas, mais également face à la Hart Dynasty durant un show à Superstars.
Lors du SmackDown du 5 mars 2010, Jimmy Wang Yang a perdu face à Ezekiel Jackson en se faisant littéralement détruire par ce dernier.
Jimmy Wang Yang et Slam Master J battent Vance Archer dans un dark match, à Superstars.

#### Départ de la WWE (2010)
Le 22 avril 2010, il est renvoyé de la WWE tout comme son ancien partenaire Slam Master J, dû a une trop forte inactivité à la WWE.

#### Retour à la TNA (2011)
Lors de l'épisode de l'Impact Wrestling du 30 juin,Yun refait surface avec le nom de Jimmy Yang dans un Triple Threat Match contre Low Ki (Kaval) et Matt Bentley.

## Palmarès
- All Japan Pro Wrestling
  - Real World Junior Heavyweight Tag Team League (2002) avec Kaz Hayashi
  - Junior League (2010)
  - Bape Sta!! Tag Tournament (2003) avec Satoshi Kojima
- Central American Wrestling
  - Central American Middleweight Championship (1 fois)